# Tororo (gastronomia)
Il tororo (giapponese: 薯蕷, とろろ) è un contorno giapponese preparato grattugiando l'igname.
Il piatto, di per sè insapore, utilizza ingredienti come wasabi, dashi (brodo giapponese) e cipolline tritate, per conferirgli più sapore. Presenta un colore bianco e una consistenza appiccicosa e viene anche servito come ingrediente in vari piatti, ad esempio abbinato a vari tipi di noodles, come la soba (spaghetti di grano saraceno giapponesi) e gli udon (spaghetti di farina di grano).
La sua ubiquità in vari piatti lo rende un punto fermo della cucina e della cultura giapponese, essendo presente in molte opere letterarie e artistiche realizzate da personaggi come il poeta Matsuo Basho, l'artista Hiroshige e il sacerdote del periodo Edo Anrakuan Sakuden.

## Etimologia
Il termine tororo (とろろ), deriva dall'onomatopea torotoro (トロトロ or とろとろ), che esprime che qualcosa è appiccicoso, viscido o sciropposo.
Nella grammatica giapponese, le onomatopee di solito funzionano come avverbi, sebbene possano anche funzionare come verbi con il verbo ausiliare suru (する, "fare"): torotorosuru (とろとろする o トロトロする) indica lo stato di un oggetto solido che si trasforma in un liquido viscoso.

## Produzione

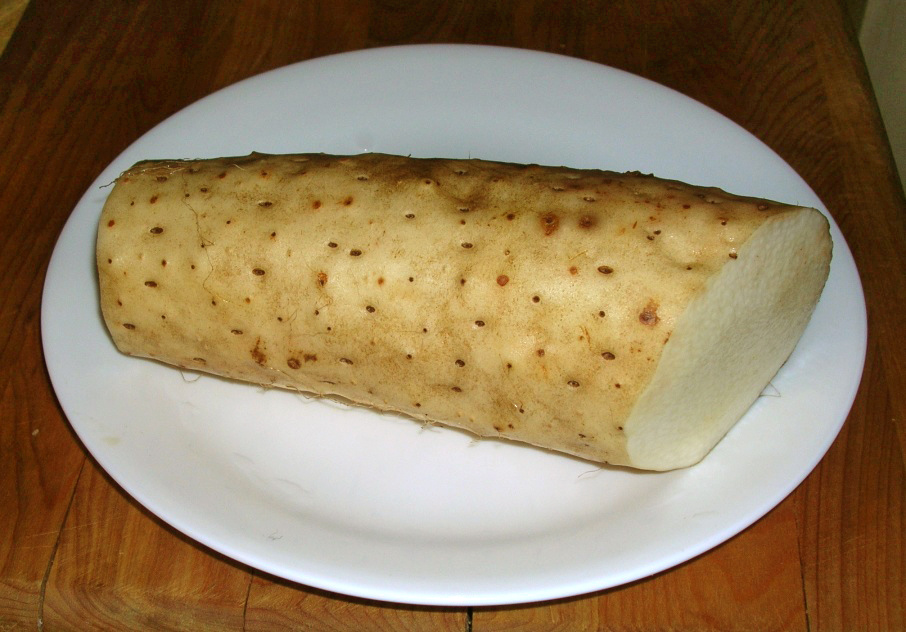
Nagaimo (letteralmente "tubero lungo"), noto anche come igname cinese, un igname utilizzato per preparare il tororo

Il tororo è solitamente preparato con igname crudo di due specie, vale a dire nagaimo (Dioscorea polystachya) e/o yamaimo (Dioscorea japonica).

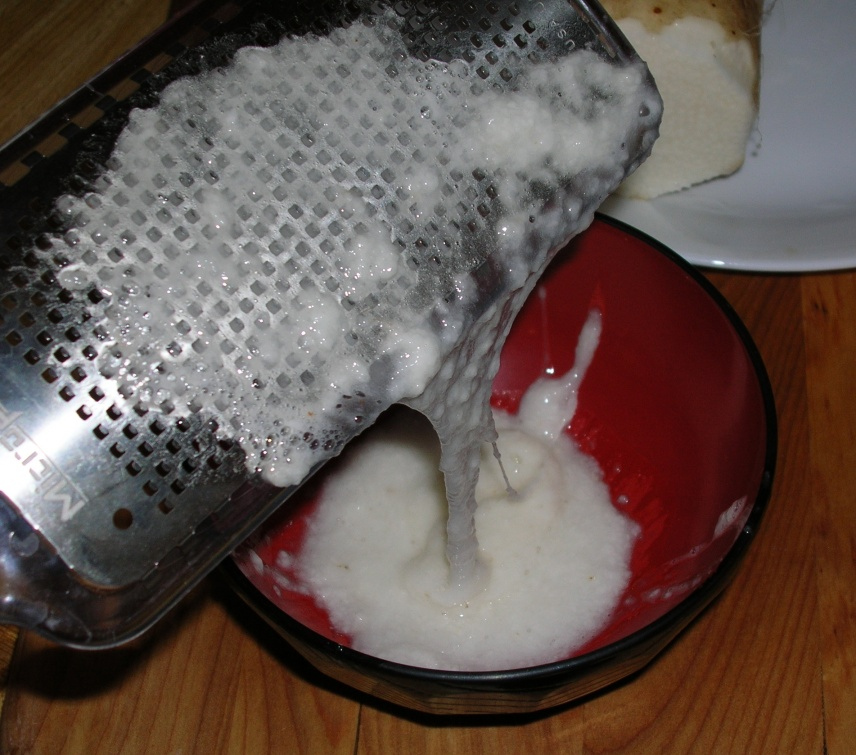
Tororo grattugiato utilizzando una grattugia moderna

Prima di grattugiare le radici, la buccia dell'igname viene rimossa per evitare il prurito causato dai cristalli di ossalato di calcio presenti su quelle parti della pianta. Questi cristalli non sono presenti nel midollo, a differenza di altri tuberi.
Il processo di grattugia tradizionale utilizza un suribachi, una ciotola di ceramica simile a un mortaio, nella quale si strofina lentamente l'igname lungo la sua superficie fino a quando la quantità di igname presente su di essa è sufficiente affinché un surikogi, un pestello tradizionale, possa mescolarlo sollevandolo a incorporare aria per una consistenza più viscosa. Molti processi moderni di produzione del tororo utilizzano una grattugia per un processo più rapido.
Il tororo è un contorno semplice, ma altri ingredienti come salsa di soia, dashi e miso (pasta di soia) vengono aggiunti per altre ricette come mugitoro (tororo su riso) e suitoro (zuppa) per esaltarne il sapore e cambiarne la consistenza.

## Consistenza
La viscosità del tororo diventa evidente durante la macinazione, che si dice sia dovuta alla mucillagine presente nell'igname che dissolve le cellule durante la macinazione e l'idratazione. Un'altra teoria suggerisce che macinare l'igname lo rende più appiccicoso, cosa che accade anche quando l'igname macinato viene cotto. La composizione chimica della mucillagine non è stata ancora determinata. Le teorie della Chemical Society of Japan suggeriscono che la sostanza sia composta da mannani e proteine, che hanno le stesse caratteristiche quando il Ginkgo biloba viene macinato.

## Valore nutrizionale

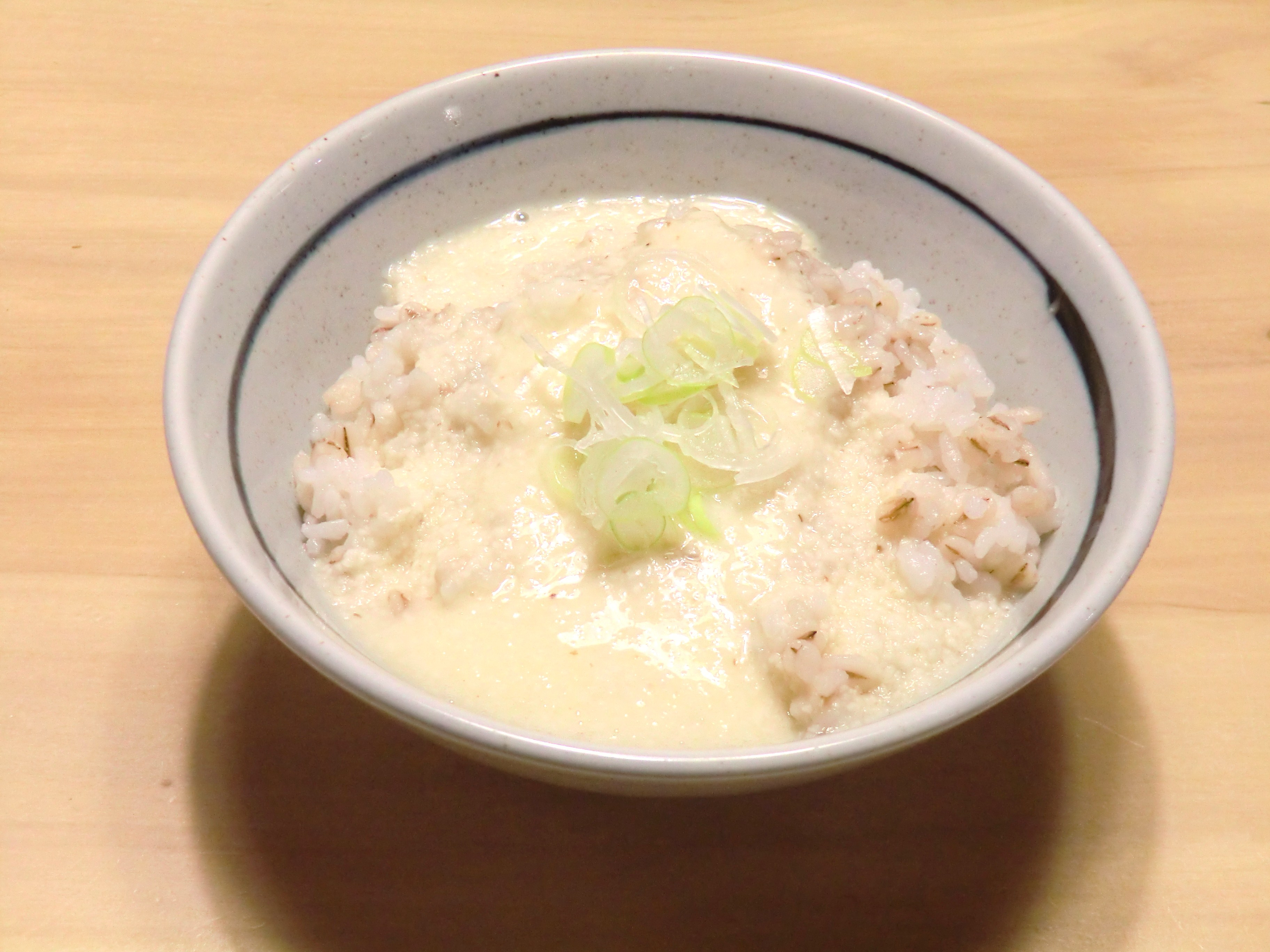
Mugitoro gohan (tororo su riso)

L'ingrediente principale del tororo (igname) contiene un'elevata quantità di vitamine e minerali come tiamina (vitamina B1), vitamina C, calcio e potassio, oltre a micronutrienti come potassio, zinco e ferro .
In uno studio dell’Asia Pacific Journal of Clinical Nutrition, il consumo di tororo abbassa la glicemia e i livelli di insulina. A causa della natura cruda del cibo, il tororo è più difficile da digerire a causa della presenza di mucina, fibre alimentari e amido crudo.

## Usi culinari

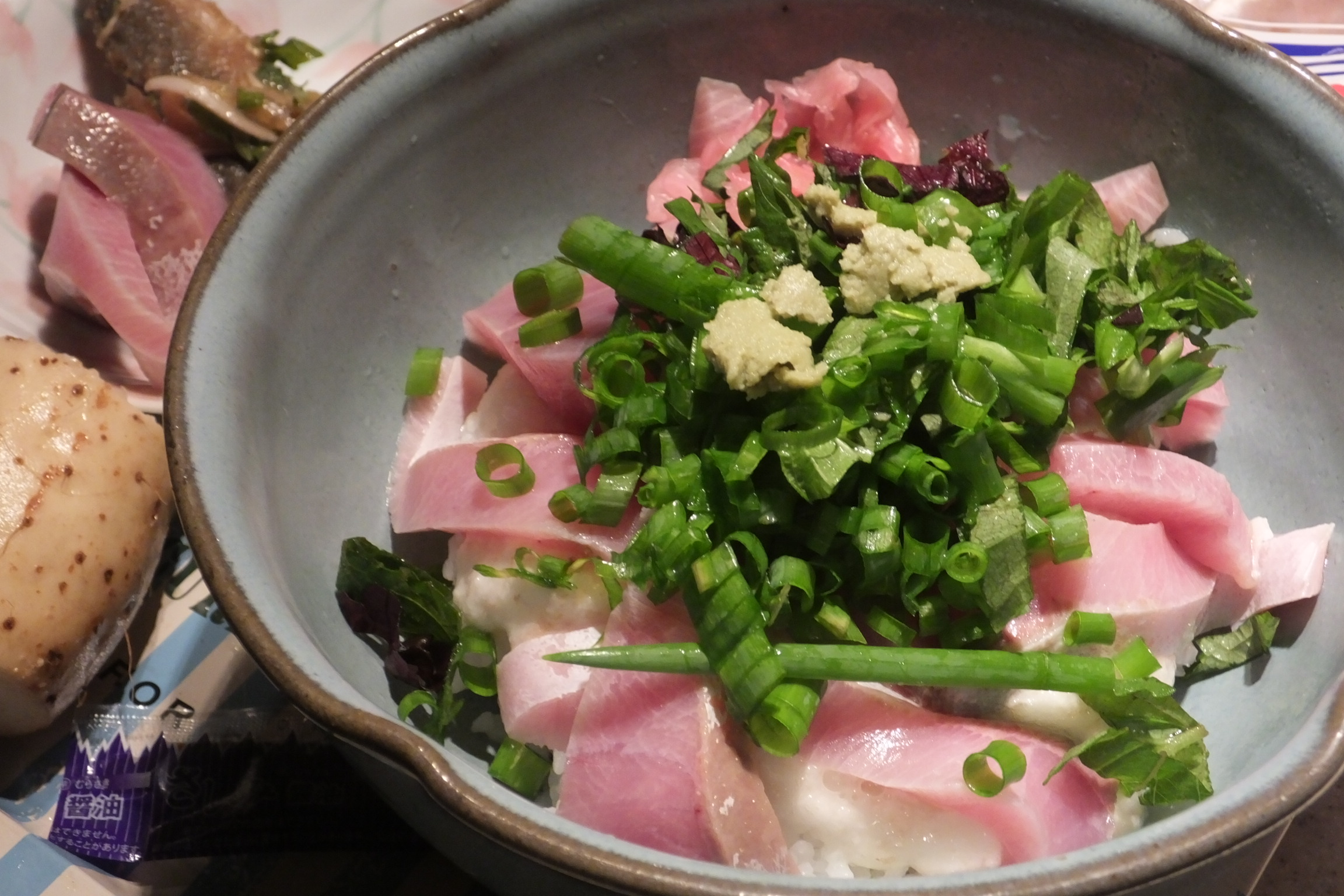
Yamakake, hamachi (coda gialla) su tororo

Il tororo viene servito freddo e viene consumato da solo, ma l'alimento può essere utilizzato anche come contorno per altre pietanze o come ingrediente di altre pietanze. Di solito è insapore, ma vengono aggiunti altri condimenti come wasabi, dashi, miso e cipolline tritate per insaporire o per altri piatti.
Il tororo è spesso usato come condimento su molti piatti: alimenti come il nattō (semi di soia fermentati), gli udon e il pesce possono essere conditi con il tororo per un pasto più abbondante poiché è poco costoso da aggiungere. Quando il tororo è accompagnato da dadini di pesce (solitamente tonno), il piatto si chiama yamakake. Lo yamakake può essere utilizzato anche quando ci si riferisce alla soba condita con tororo.

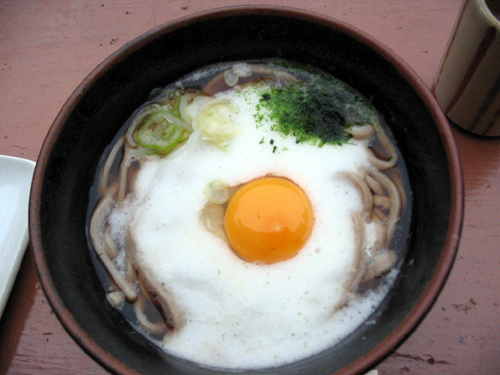
Soba con tororo

Molte zuppe, come le zuppe di soba, vengono abbinate al tororo. Il tororo viene mescolato con ingredienti come salsa di soia, miso e dashi prima di essere aggiunto come ingrediente in una zuppa chiamata tororo-jiru (zuppa di tororo) per aggiungere più sapore. Il mugitoro gohan è spesso abbinato alla zuppa, e la combinazione viene chiamata kotozute-jiru.